# Alambaj
L'Alambaj (in russo Аламбай?), nell'alto corso Stepnoj Alambaj (Степной Аламбай) è un fiume della Russia siberiana occidentale, affluente di destra del Čumyš (bacino idrografico dell'Ob'). Scorre nel Zarinskij rajon  del Territorio dell'Altaj.
Il fiume scende dalle alture di Salair e scorre in direzione sud-occidentale; riceve da destra il Lecnoj Alambaj (nell'alto corso Bol'šoj Mungaj, lungo 68 km) e sfocia nel Čumyš al confine orientale della città di Zarinsk. La lunghezza del fiume è di 140 km, il bacino imbrifero è di 1 960 km². Nella parte alta, l'Alambaj è un tipico fiume di montagna con numerose gole. È coperto di ghiaccio dall'inizio di novembre all'inizio di aprile.